# Leo van Napels
Leo van Napels, ook bekend als de aartspriester Leo, was een 10e-eeuws Italiaans aartspriester die bekend is geworden als auteur van de Historia de preliis Alexandri Magni (of Geschiedenis van de veldslagen van Alexander de Grote, een vertaling van de Alexanderroman van Pseudo-Callisthenes.

## Leven en werk
Alles wat bekend is over het leven van Leo, komt uit de inleiding op zijn vertaling van de Alexanderroman. In 950 werd hij door hertog Jan III van Napels afgevaardigd naar Constantinopel. Daar bemachtigde hij een handschrift van de Alexanderroman, en maakte hij er een kopie van. Enkele jaren later, terug in Italië, vertaalde hij de roman naar het Latijn, onder de titel Nativitas et victoria Alexandri Magni regis (De geboorte en overwinning van koning Alexander de Grote). Dit werk kende een beperkte verspreiding.
Andere auteurs maakten een gevulgariseerde en geïnterpoleerde versie van Leo's vertaling. Deze versie, die in een incunabel de Historia Alexandri Magni regis Macedonis de preliis (Geschiedenis van de Macedonische koning Alexander de Grote, over zijn veldslagen) heet, werd bijzonder succesvol. Vele vertalingen en navertellingen in de "volkstalen" van de Alexanderroman zouden voortbouwen op deze versie van Leo's vertaling.

## Kritische edities
- Pfister, F. (1913). Der Alexanderroman des Archipresbyters Leo. Sammlung Mittellateinischer Texte (6). Heidelberg: Winter.
- Bergmeister, H. J. (1975). Die Historia de preliis Alexandri Magni. Synoptische Edition der Rezensionen des Leo Archipresbyter und der interpolierten Fassungen J1, J2, J3 (Buch I und II). Meisenheim: Hain.
- Hilka, A. & Steffens, K. (1979). Historia Alexandri Magni (Historia de preliis), Rezension J1. Meisenheim: Hain.
- Hilka, A. & Grossmann, R. (1976-1977). Historia Alexandri Magni (Historia de preliis), Rezension J2 (2 vols.) Meisenheim: Hain.
- Steffens, K. (1975). Die Historia de preliis Alexandri Magni, Rezension J3. Meisenheim: Hain.

- Bibsys: 90572238
- Biblioteca Nacional de España: XX992977
- Bibliothèque nationale de France: cb106430509 (data)
- Gemeinsame Normdatei: 119508796
- International Standard Name Identifier: 0000 0000 7979 8131
- Library of Congress Control Number: n50080602
- Bibliotheek van het Japanse parlement: 00539123
- Nationale Bibliotheek van Tsjechië: ola2008459957
- Nationale bibliotheek van Australië: 35300287
- Nationale Bibliotheek van Israël: 987007305067305171
- Nationale Bibliotheek van Polen: a0000001202580
- Nederlandse Thesaurus van Auteursnamen: 071708200
- Istituto Centrale per il Catalogo Unico: UFIV080784
- LIBRIS: 317499
- Système universitaire de documentation: 083204296
- Trove: 903180
- Virtual International Authority File: 89019137